# Ösjön (Locknevi socken, Småland)
Ösjön är en sjö i Vimmerby kommun i Småland och ingår i Botorpsströmmens huvudavrinningsområde. Sjön är 22,5 meter djup, har en yta på 0,145 kvadratkilometer och befinner sig 112,8 meter över havet.

## Delavrinningsområde
Ösjön ingår i det delavrinningsområde (639701-151648) som SMHI kallar för Utloppet av Yxern. Medelhöjden är 104 meter över havet och ytan är 75,75 kvadratkilometer. Räknas de 10 avrinningsområdena uppströms in blir den ackumulerade arean 319,08 kvadratkilometer. Isnäsström (Yxeredsån) som avvattnar avrinningsområdet har biflödesordning 2, vilket innebär att vattnet flödar genom totalt 2 vattendrag innan det når havet efter 41 kilometer. Avrinningsområdet består mestadels av skog (61 %). Avrinningsområdet har 15,95 kvadratkilometer vattenytor vilket ger det en sjöprocent på 21 %.